# エンタープライズ (スクーナー・2代)
エンタープライズ（英: USS Enterprise）は、現在のアメリカ海軍の前身である大陸海軍のスクーナー。アメリカ海軍においてエンタープライズの名を受け継いだ艦としては二隻目にあたる。
1776年6月にメリーランド植民地の造船所で進水し、1776年12月に就役した。
アメリカ独立戦争では、主に船団護衛に従事していた。